# Kimære (uhyre)
 For alternative betydninger, se Kimære. (Se også artikler, som begynder med Kimære)
En kimære (græsk: χίμαιρα, chimaira) er et mytologisk væsen, der var et ildsprudende uhyre, bestående af en tredjedel løve, en tredjedel slange og en tredjedel ged.
Chimaira blev besejret af Bellerofon som red på Pegasus.